# Army Men: Sarge’s Heroes
Army Men: Sarge's Heroes — шутер от третьего лица, разработанный и изданный The 3DO Company для Nintendo 64, PlayStation, Dreamcast и Microsoft Windows. Игрок обычно контролирует Sarge, сержанта в Зеленой армии и сражается с злым генералом Пластро и членами армии Тана. Обе армии названы в честь обычных цветов игрушечных солдат. Сюжетная линия игры несколько темная, отчасти из-за убийств генерала Пластро.

## Геймплей

### Одиночная игра
Для одного игрока есть два режима: Кампания и Учебный лагерь.

#### Кампания
Кампания — основной режим в Sarge's Heroes. Игрок играет за Sarge, главный герой для многих игр серии Army Men. Игрок путешествует в нескольких миссиях, выполняя задачи, убивая врагов, уничтожая транспортные средства и спасая людей. Сюжет начинается, когда армия Тана вторгается в базу Зеленой армии. Sarge спасает полковника Гримма, и они эвакуируют базу на вертолёте. В игре Sarge обнаруживает порталы, которые ведут от «пластикового мира» до «реального мира». Армия Тана получает «Оружие массового уничтожения» из «реального мира» (игрушки и обычные предметы, например увеличительное стекло). На протяжении всей игры Sarge спасает коммандос своего подразделения «Браво». Иногда они находятся в базах Тана, а иногда ему приходится проходить через порталы и спасать их из «реального мира». Чтобы избежать разрушения Зеленой армии, Sarge должен уничтожить порталы и остановить Пластро.

#### Учебный лагерь
Учебный лагерь — это уровень подготовки, в котором игрок изучает элементы управления. Учебный лагерь состоит из учебных площадок для всего оружия, курса препятствий и «курса живого огня», в котором Sarge стреляет по мишеням.

#### Версия для Dreamcast
Версия для Dreamcast содержит отличия от версий для PlayStation, Nintendo 64 (версия Dreamcast на самом деле является версией N64 с улучшенной графикой и музыкой) и Windows. Он был разработан Saffire и издан Midway Games. Введя чит-код "SFFRMV" в версии для Dreamcast, вы можете просмотреть короткий фильм «Making Of». Он также содержит множество дополнительных персонажей, таких как пушистый розовый кролик, маленькая девочка, скелет, а также лица многих разработчиков игры.

### Многопользовательская игра
В мультиплеере на 2-4 человек (всего 2 игрока на PlayStation и ПК), игроки выбирают своего персонажа, фракцию и уровень сложности. Затем игроки выбирают карту. Игроки сражаются друг с другом до тех пор, пока не будет достигнуто количество требуемых убийств для победы.

## Отзывы
| Сводный рейтинг    | Сводный рейтинг                          |
| Агрегатор          | Оценка                                   |
| ------------------ | ---------------------------------------- |
| GameRankings       | 61,76 % (N64) 55,50 % (SDC) (PS) 49,22 % |
| Metacritic         | (DC) 60/100                              |
| Иноязычные издания |                                          |
| Издание            | Оценка                                   |
| AllGame            | [ 5 ] [ 6 ]                              |
| Eurogamer          | 5/10                                     |
| GameFan            | 75 %                                     |
| Game Informer      | (N64) 7/10 (PS) 5,5/10                   |
| GamePro            | [ 11 ]                                   |
| GameRevolution     | D                                        |
| GameSpot           | (DC) 6,5/10 (N64) 4,2/10 (PS) 3,9/10     |
| IGN                | (N64) 6/10 (DC) 5,3/10 (PS) 3,5/10       |
| Nintendo Power     | 7,4/10                                   |
| OPM                | [ 20 ]                                   |

Игра была встречена со смешанными отзывами, иногда отрицательными. GameRankings и Metacritic дали ему 61,76% для версии на Nintendo 64; 55,50% и 60 из 100 для версии на Dreamcast; и 49,22% для версии на PlayStation.

## Заметки
1. ↑  Версия на Dreamcast сделана Saffire
2. ↑  Версия на Dreamcast издана Midway Games